# Michael Bryan (historiador)

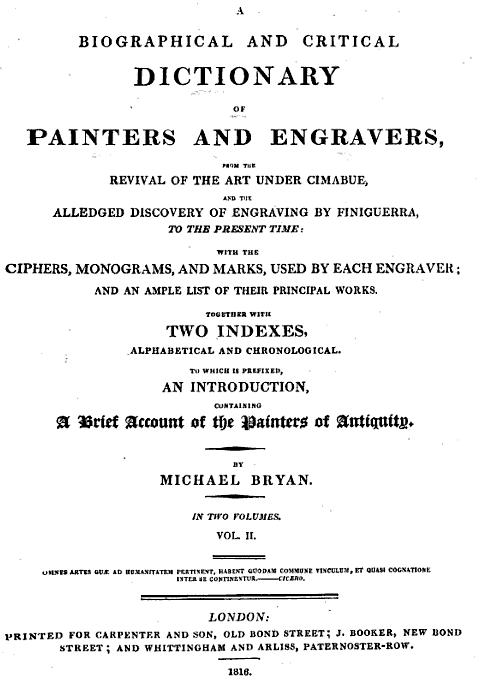
Portada de A Biographical and Critical Dictionary of painters and engravers, Volume II, 1816

Michael Bryan (9 de abril de 1757 – 21 de marzo de 1821) fue un historiador y tratante de arte inglés. Se encargó de la compra de la legendaria Colección Orleans de arte y su posterior reventa a una sociedad británica, y fue poseedor de una lujosa galería de arte en la calle londinense de Savile Row. Su libro Biographical and Critical Dictionary of Painters and Engravers fue una obra de referencia durante el siglo XIX. Se publicó en 1816 y siguió editándose hasta 1920, si bien hoy se considera desactualizado.